# Chrysocharis lubrica
Chrysocharis lubrica är en stekelart som beskrevs av Ikeda 1996. Chrysocharis lubrica ingår i släktet Chrysocharis och familjen finglanssteklar. Inga underarter finns listade i Catalogue of Life.